# Арбаб
Арбаб (араб. ارباب‎) — персидское слово, употребляющееся в значении «землевладелец», «господин». Находило применение в отношении племенных вождей на Среднем Востоке и в Южной Азии, в частности в пуштунских племенах каси в Белуджистане, халиль, моманд, даудзай, гигиани в провинции Хайбер-Пахтунхва Пакистана, самманскими племенами саммо, абро и джахро в провинции Синд.
В своём первоначальном значении слово «арбаб» использовалось для обозначения любого начальника или собственника, однако в современном фарси конкретизируется значением собственник земель, расположенных в сельских районах. Прилагательное же Arbābī, не имеющее арабского происхождения, применяется в отношении поместья в сельской местности.
Также арбаб (перс. نجیب زاده‎) — общеизвестная фамилия в Иране, Пакистане и ряде арабских государств. Проживают в частности в Пешаваре и Кветте, где представляют собой слой наиболее образованных и виднейших людей, в прошлом дворян и крупнейших землевладельцев. Так, в последний период существования Бухарского эмирата так назывались водный надзиратель и сборщик хераджа.
Существует термин Арбабе Кол, употребляющийся в отношении Рамина, богатство которого исчисляется количеством реализованной нефти с его месторождения, обнаруженного в 2005 году, а также его многочисленных ресурсов и его поездок в специфические места, в ходе которых возникало большое количество любительских откровений.